# Fundulea
Fundulea é uma cidade da Romênia com 6.217 habitantes, localizada no judeţ (distrito) de Călăraşi.
Aparece pela primeira vez como Fondele no Mapa dos Principados da Moldávia e da Valáquia de 1774, de Jacob Friedrich Schmidt. 
A primeira menção documental é em 1778 nas Memórias Históricas e Geográficas da Valáquia publicadas em Leipzig pelo General Bauer: Fundule petit village sur le ruisseau de Katora, página 145. 
1. ↑   Jacob Friedrich Schmidt (1774) Principatum Moldaviae et Walachiae. Tabula geográfica geral http://www.natura2000oltenita-chiciu.ro/wp-content/uploads/2025/07/Principatum-Moldaviae-et-Walachiae.-Tabula-geographica-generali.pdf
2. ↑   Friedrich Wilhelm von Bauer (1778) Memoires Historiques et Geographiques sur la Valachie https://www.natura2000oltenita-chiciu.ro/wp-content/uploads/2025/07/Friedrich-Wilhelm-von-Bauer-Memórias-históricas-e-geográficas-sobre-la-Valachie-1778.pdf